# Чолчин
Чолчин (пол. Czołczyn) — село в Польщі, у гміні Лютомерськ Паб'яницького повіту Лодзинського воєводства.
Населення — 334 особи (2011).
У 1975-1998 роках село належало до Серадзького воєводства.

## Демографія
Демографічна структура станом на 31 березня 2011 року:
|          | Загалом | Допрацездатний вік | Працездатний вік | Постпрацездатний вік |
| -------- | ------- | ------------------ | ---------------- | -------------------- |
| Чоловіки | 157     | 27                 | 105              | 25                   |
| Жінки    | 177     | 36                 | 96               | 45                   |
| Разом    | 334     | 63                 | 201              | 70                   |